# Red Grant
Donald "Red" Grant è l'antagonista secondario del romanzo A 007, dalla Russia con amore e del relativo film di James Bond. Interpretato dall'attore Robert Shaw, Red Grant è un agente di alto livello ed assassino della organizzazione SPECTRE, intenzionato ad uccidere James Bond.

## Biografia romanzo
Red Grant è un assassino spietato che lavora per lo SMERSH, noto per la sua efficacia e brutalità. La sua sete di sangue non è limitata al suo lavoro; spesso è preda di attacchi di mania omicida e uccide giovani contadine. I suoi superiori sono consapevoli del suo "hobby" e gli forniscono le vittime come ricompensa per l'esecuzione di missioni particolarmente pericolose.
Grant viene inviato dal suo superiore nello SMERSH, Rosa Klebb, per intercettare James Bond che sta viaggiando con la loro pedina Tatiana Romanova sull'Orient Express. Grant incontra Bond a bordo del treno spacciandosi come un agente di nome Norman Nash inviato da M. Mette un sonnifero nel drink di Tatiana per metterla fuori combattimento prima di rivelare la sua vera identità a Bond . Alla fine viene ucciso da Bond dopo una colluttazione.

## Biografia cinematografica
Donald "Red" Grant è un agente SPECTRE che viene incaricato da Rosa Klebb di assassinare James Bond per vendicare la morte del Dr. Julius No. La sequenza pre-titolo mostra Bond e Grant che si cercano l'un l'altro. Grant uccide Bond prima che una maschera venga rimossa dalla faccia della vittima, rivelando che si è trattato di una missione di addestramento per Grant.
Grant è descritto come un maniaco omicida, evaso dalla prigione di Dartmoor dove era stato incarcerato a vita, reclutato dallo SPECTRE a Tangeri mentre era in fuga e intensamente addestrato dall'organizzazione.
Sebbene la sua missione nel film sia di uccidere Bond, la prima parte del film mostra Grant che protegge Bond, per garantire che 007 riesca a sottrarre ai russi il dispositivo di codifica Lektor che dovrà finire nelle mani di SPECTRE.
Spacciandosi per il capitano Nash dei servizi segreti britannici, Grant contatta Bond a bordo dell'Orient Express dicendo di essere stato incaricato di fargli passare il confine italo-jugoslavo. Mentre cena con Bond e Tatiana, mette un narcotico nella bevanda della ragazza. Quando Tatiana sviene, Bond punta la pistola contro Grant, chiedendo perché abbia avvelenato Tatiana, ma Grant lo calma dicendogli che la via di fuga è solo per una persona e chiedendogli se sia più interessato alla ragazza o al Lektor. Mentre mostra il suo piano di fuga su di una mappa, Grant mette fuori gioco Bond. Quando Bond riprende conoscenza Grant gli rivela di non essere un agente dello SMERSH ma di SPECTRE. Bond cerca di ragionare con Grant, dicendogli che il servizio segreto britannico raddoppierà il prezzo che SPECTRE è disposto a pagare, ma Grant lo ignora, spiegandogli invece come lo ucciderà.
Bond lo supera in astuzia, inducendolo ad aprire la valigetta di Q senza aver disattivato il dispositivo fumogeno: gli fa quindi cadere la pistola e, dopo una colluttazione, lo strangola con la sua stessa garrota.

## Omicidi commessi da Red Grant
Pur apparendo in un unico film, il sicario commette numerosi delitti:
- Un uomo della Spectre travestito da Bond, strangolato durante la prova finale del suo addestramento;
- Un agente russo, ucciso perché sulle orme di Bond;
- Un criminale bulgaro, eliminato perché in procinto di uccidere Bond, durante la rissa al campo degli zingari.
- Una spia bulgara, uccisa nella chiesa di Santa Sofia;
- Ali Kerim Bey, ucciso insieme al funzionario russo Benz simulando una loro colluttazione;
- Il capitano Nash, ucciso nei bagni della stazione di Zagabria per prendere il suo posto;

## Aspetto del videogioco
Nel videogioco basato sul romanzo e sul film, Red Grant è il capo degli organismi terroristici denominati OCTOPUS. Ha un'assistente di nome Eva. Grant fa la maggior parte del lavoro sporco di OCTOPUS, ma la sua missione principale è acquisire il dispositivo di decodifica Lektor e uccidere Bond. Raggiunge Bond sull'Orient Express e sopravvive allo scontro all'insaputa di Bond. Durante l'assalto finale al quartier generale di OCTOPUS, attacca di nuovo Bond, ma questa volta viene ucciso.